# Senador designat pel Parlament de les Illes Balears
Els senadors al senat Espanyol poden ser senadors per elecció directa (la seva gran majoria) o per designació de la cambra autonòmica. Depenent de la població de cada comunitat autònoma, aquesta té un o més senadors per designar. En el cas de les Illes Balears, sempre n'havia estat un, fins que passaren a ser dos la legislatura IX.

## Un senador
| Número | Senador                   | Legislatures | Partit polític | Grup Parlamentari | Alta                  | Baixa               | Pacte            |
| ------ | ------------------------- | ------------ | -------------- | ----------------- | --------------------- | ------------------- | ---------------- |
| 1      | José María Lafuente López | II           | UM             | Popular           | 8 de novembre de 1983 | 23 d'abril de 1986  | PPIB-UM          |
| 2      | Antoni Roses Juaneda      | III          | UM             | Mixt              | 15 de juliol de 1986  | 21 de maig de 1987  | PPIB-UM          |
| 3      | Francesc Quetglas Rosanes | III-IV       | CDS            | CDS               | 28 de juliol de 1987  | 3 de juliol de 1991 |                  |
| 4      | Guillem Vidal Bibiloni    | IV-V         | PPIB           | Popular           | 24 de juliol de 1991  | 5 de juliol de 1995 |                  |
| 5      | Manuel Jaén Palacios      | V-VI         | PPIB           | Popular           | 11 de juliol de 1995  | 1 d'agost de 1999   |                  |
| 6      | Manuel Cámara Fernández   | VI-VII       | EUIB           | Mixt              | 17 d'agost de 1999    | 7 de juliol de 2003 | Pacte de progrés |
| 7      | Carlos Gutiérrez González | VII-VIII     | PPIB           | Popular           | 14 de juliol de 2003  | 19 de maig de 2007  |                  |

## Dos senadors
| Número | Senador                            | Legislatures | Partit polític   | Grup Parlamentari   | Alta                 | Baixa                  | Pacte            |
| ------ | ---------------------------------- | ------------ | ---------------- | ------------------- | -------------------- | ---------------------- | ---------------- |
| 8      | Pere Sampol Mas                    | VIII-IX      | PSM-EN           | Mixt                | 18 de juliol de 2007 | 20 de juny de 2011     | Pacte de progrés |
| 9      | Joan Huguet                        | VIII-IX      | PP               | Popular             | 18 de juliol de 2007 | 20 de juny de 2011     |                  |
| 10     | Francesc Antich Oliver             | IX-X-XI-XII  | PSIB             | Socialista          | 22 de juny de 2011   | 24 de setembre de 2019 |                  |
| 11     | José María Rodríguez Barberá       | IX-X         | PP               | Popular             | 22 de juny de 2011   | 1 de febrer de 2012    |                  |
| 12     | Maria Antònia Garau i Juan         | X-XI         | PP               | Popular             | 1 de febrer de 2012  | 16 de juliol de 2015   |                  |
| 13     | José Ramón Bauzá                   | XI-XII       | PP               | Popular             | 16 de juliol de 2015 | 23 de gener de 2019    |                  |
| 14     | Antonio Francisco Fuster Zanoguera | XII-XIII     | PP               | Popular             | 20 de febrer de 2019 | 11 de juliol de 2019   |                  |
| 15     | Vicenç Vidal Matas                 | XIII-XIV     | Més per Mallorca | Esquerra Confederal | 12 de juliol de 2019 | 29 de maig de 2023     |                  |
| 16     | José Vicente Marí Bosó             | XIII-XIV     | PP               | Popular             | 12 de juliol de 2019 | 29 de maig de 2023     |                  |
| 17     | Miquel Àngel Jerez Juan            | XV           | PP               | Popular             | 28 de juliol de 2023 |                        |                  |
| 18     | José Francisco Hila Vargas         | XV           | PSIB             | Socialista          | 28 de juliol de 2023 |                        |                  |